# Bezzia cockerelli
Bezzia cockerelli är en tvåvingeart som beskrevs av Malloch 1915. Bezzia cockerelli ingår i släktet Bezzia och familjen svidknott. Inga underarter finns listade i Catalogue of Life.